# Jean-François Champollion
Jean-François Champollion   (Fijac, 23 de desembre de 1790 - París, 4 de març de 1832), conegut també com a Champollion el jove, fou un egiptòleg francès, considerat com el pare de l'egiptologia gràcies al fet que va aconseguir desxifrar els jeroglífics.

## Biografia
Des de ben jove ja va destacar sobre els altres nens de la seva edat: començà a parlar llatí als nou anys, hebreu als tretze, i àrab als catorze. Va ser considerat un nen prodigi. Fins als vuit anys va estudiar a Fijac, després se'n va anar a viure a Grenoble, amb el seu germà Jacques que li va fer classes durant dos anys, fins que va ingressar al liceu.
Va començar llavors el seu interès per l'estudi dels jeroglífics egipcis i gràcies al seu germà Champollion-Figeac, va aconseguir una còpia de les inscripcions de la pedra de Rosetta, escrites en jeroglífic, grec i demòtica (una forma abreujada de l'escriptura hieràtica). Comprenent que el desxiframent d'aquesta llengua oblidada durant segles passava per l'estudi de les llengües més pròximes, va anar París el 1808 per a estudiar, entre d'altres, el copte i l'etíop.
Es va lliurar tan a fons a l'estudi d'aquestes llengües que, encara tot just un adolescent, reeixí compilar un diccionari copte de dos mil pàgines. En aquesta època, va escriure al seu germà: «Jo em consagro completament al copte. Vull conèixer l'egipci tant com la meva pròpia llengua materna, perquè en aquesta llengua estarà basat el meu gran treball sobre els papirs egipcis» Champollion, 1807 (tenia setze anys)
El desxiframent dels jeroglífics era un ardu treball. Champollion era la darrera baula en una cadena d'erudits que havien desxifrat elements de l'escriptura egipciana. Ell ja havia començat l'estudi abans de 1807 i l'any 1808 descobrí el principi dels lligams dels signes. Començà a treballar llavors sobre les analogies trobades amb un dels dialectes coptes: l'absència de vocals en l'escriptura egípcia. El 1810 teoritzà que els signes poden ser ideogrames (expressant una idea) o fonogrames (expressant un so). El 1812 estableix una cronologia d'escriptures: les cursives eren una versió simple i posterior als jeroglífics. El 1816 va haver d'interrompre les seves investigacions i fou exiliat a Fijac a causa de les seves inclinacions bonapartistes.
Va desenvolupar, amb el seu germà Jacques, un sistema d'ensenyament primari basat en el monitoratge. Va tornar a Grenoble el 1817 i es casà amb Rosine Blanc, filla d'un advocat i germana de l'esposa del seu germà.
Nomenat professor adjunt d'història, va prosseguir l'estudi dels jeroglífics. L'any 1819 va deduir, després de l'estudi dels papirs del Llibre dels morts que l'escriptura hieràtica és una simplificació dels jeroglífics. A partir del 1821 inicià els seus treballs per a desxifrar els caràcters dels jeroglífics de la pedra de Rosetta, que està escrita en grec, demòtic i jeroglífics egipcis. Aquest estudi de la pedra de Rosetta li va permetre de desxifrar els primers rotllos reials del mateix Ptolemeu V escrits sobre ella i, posteriorment, els de Cleòpatra trobats a la base d'un obelisc i sobre un papir bilingüe (grec i jeroglífic); a partir d'aquesta troballa fonamental va establir una pauta per a la interpretació jeroglífica. Va obtenir d'aquesta manera el valor alfabètic de dotze signes.
Champollion anuncià les seves propostes de lectura dels cartutxos grecoromans a Lettre à M. Dacier relative aux hiéroglyphes phonétiques, obra que completà el 22 de setembre de 1822 i a través de la qual donava a conèixer part del seu descobriment sobre desxiframent dels jeroglífics. Llegí la carta a l'Acadèmia de les inscripcions i llengües antigues el 27 de setembre, i Young estava entre l'audiència Aquesta carta és considerada habitualment el document fundacional de l'egiptologia.
| «                                                                                           | És un sistema complex, una escriptura que és, al mateix temps, figurativa, simbòlica i fonètica, expressada en un mateix text, en una mateixa frase, jo diria gairebé en una mateixa paraula | » |
| — Jean-François Champollion, Lettre à M. Dacier relative aux hiéroglyphes phonétiques, 1822 | |   |

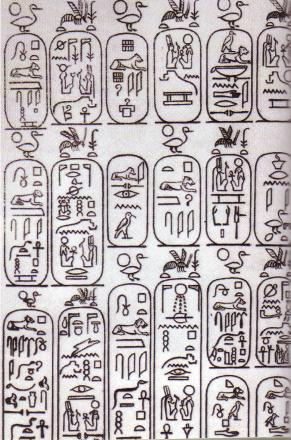
Pàgina del Précis du système hiéroglyphique de Champollion

Faltaven encara dos anys perquè Champollion publiqués el seu «Resum del sistema jeroglífic dels antics egipcis» (Précis du système hiéroglyphique des anciens égyptiens), i obrís les portes a l'egiptologia científica. Els seus descobriments suscitaren moltes controvèrsies i crítiques de banda dels seus contemporanis, especialment les del seu ancià professor, Silvestre de Sacy.
El 1826 fou nomenat conservador oficial de les col·leccions egípcies del Museu del Louvre. Convencé el rei Lluís XVIII de França de la conveniència de comprar la col·lecció del cònsol anglès a Egipte, Henry Salt. Va demanar una vegada més la col·laboració de Lluís XVIII per a comprar la col·lecció d'antiguitats reunides pel cònsol de França a Egipte Bernardino Drovetti, dipositada a Torí, el rei la va trobar molt cara i va rebutjar la idea, aquesta primera col·lecció consistia en més de mil peces arqueològiques, però anys després a causa de la insistència de Champollion, reeixí convèncer Carles X de França, que l'autoritzà a comprar la segona drovettiana (col·lecció reunida per Bernardino Drovetti), que serviria més endavant de base al futur museu Egipci del Louvre. Realitzà d'altres adquisicions de major importància, la més cèlebre la de l'obelisc de Luxor, que va ser enderrocat el 1831 i erigit de nou a París, a la Plaça de la Concòrdia, el desembre de 1833.

## Missió franco-toscana a Egipte
Del 1828 al 1830 realitza, per fi, el seu gran somni: se'n va amb una missió científica a l'Egipte i recull nombroses dades i objectes. Confirma sobre el terreny els seus descobriments, retorna la veu als monuments de l'antic Egipte i dona llum a una nova disciplina: l'egiptologia. Carles X de França i el gran duc de Toscana, Leopold II, van acceptar finançar l'expedició de dotze membres dirigida per Champollion i el seu primer deixeble l'orientalista Italià, Ippolito Rosellini. Partiran del port de Toló el 21 de juliol de 1828 i van desembarcar a Alexandria el 18 d'agost.

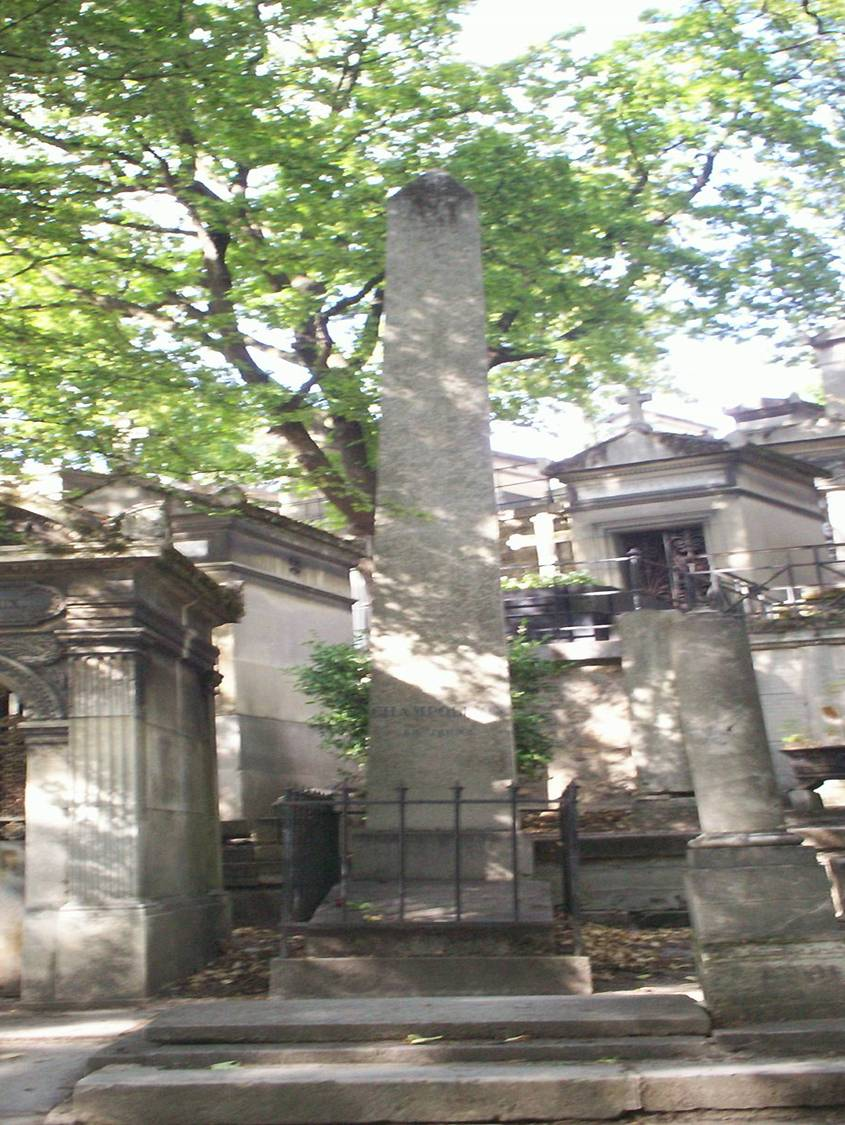
La tomba de Champollion, presidida per un obelisc, al Cementiri del Père-Lachaise de París.

Des de Wadi Halfa, enviarà la seva segona Lettre à M. Dacier, on respon a tots els seus detractors sobre els seus nous descobriments. Durant un temps va viure a la tomba de Ramsès IV. Es durà amb ell dos baixos relleus de la tomba de Sethy I, un acabarà al Louvre i l'altre al museu Egipci de Florència. Champollion també va tallar el seu nom en un pilar a Karnak. L'expedició va tornar al Caire a finals de setembre de 1829 on l'expedició va comprar 10.000 francs d'antiguitats, un pressupost que els va estendre el ministre Rochefoucauld que tindrà com destinació final la col·lecció egípcia en el museu del Louvre. Arribats a Alexandria, se'ls va avisar que el vaixell francès que els portaria de tornada es va retardar, i van haver de romandre aquí dos mesos fins al sis de desembre. Al seu retorn a Alexandria, Muhàmmad Alí Paixà va oferir els dos obeliscs situats a l'entrada del temple de Luxor a França el 1829, però només un va ser transportat a París, que es troba a la plaça de la Concorde des de 1834.
En una carta al Paixà va recomanar que es controlés estrictament el turisme, l'excavació i el tràfic d'artefactes, i els suggeriments de Champollion poden haver portat a l'ordenança de Muhammad Ali de 1835 que prohibeix totes les exportacions d'antiguitats i ordena la construcció d'un museu on albergar els artefactes antics.
La seva col·lecció de dibuixos i notes era immensa, una bona part seran publicades a la sèrie de deu volums Monumenti dell'Egitto i della Nubia, publicada per Rosellini. Al seu retorn de l'expedició obté la càtedra d'Arqueologia Egípcia al Collège de France, i és triat com membre de l'Acadèmia de les inscripcions i llengües antigues (L'Académie des Inscriptions et Belles-lettres).
Va morir a París, el 4 de març de 1832, d'un atac d'apoplexia. El seu funeral es va celebrar a terme a l'església de Saint-Roch on havia après copte. Conforme als seus últims desitjos, va ser enterrat al cementiri del Père-Lachaise a costat de la tomba de Jean Baptiste Joseph Fourier.

## Llegat
A la ciutat natal de Fijac s'ha creat el Museu Champollion i de les escritures a una plaça que porta també el seu nom. A la mateixa ciutat s'exposa una reproducció de la pedra de Rosetta obra de l'artista Joseph Kossuth, realitzada en granit negre portat des de Zimbàbue. Als seus tres esglaons estan inscrits els textos en jeroglífic, demòtic i grec, a la plaça anomenada Place des Écritures (plaça de les escriptures). Un dels liceus de Grenoble duu el seu nom en reconeixement del seu treball.

## La seva biografia
Potser s'hauria perdut gran part del material sobre Champollion si no l'hagués estudiat i recollit la seva primera biògrafa, Hermine Hartleben, que al 1906 va editar en dos volumns, a l'editorial Weidmann, de Berlín, la seva monumental biografiaː Champollion. Sein Leben und sein Werk, que continua essent el llibre de referència absolut, sobrenomenat «el Hartleben».

## Obres
- Lettre à M. Dacier relative à l'alphabet des hiéroglyphes phonétiques (en francès).  Didot, 1822.
- Précis du système hiéroglyphique des anciens Égyptiens ou Recherches sur les élémens premiers de cette écriture sacrée, sur leurs diverses combinaisons, et sur les rapports de ce système avec les autres méthodes graphiques égyptiennes (en francès).  Imprimerie Royale, 1824.
- Lettres à M. le Duc de Blacas d'Aulps (en francès).  Didot, 1826.
- Notice descriptive des monuments égyptiens du Musée Charles X (en francès), 1827.
- Lettres écrites d'Égypte et de Nubie (en francès), 1828-29.
- Grammaire égyptienne (Gramàtica egípcia). edició en línia.  París: Didot, 1836. Arxivat 2020-07-13 a Wayback Machine. obra pòstuma[1]
- Dictionnaire égyptien en écriture hiéroglyphique (Diccionari egipci d'escriptura jeroglífica) (en francès).  Didot, 1841. obra pòstuma[1]